# Yssouf Koné
Yssouf Koné (ur. 19 lutego 1982 w Korhogo) – burkiński piłkarz występujący na pozycji napastnika.

## Kariera klubowa
W styczniu 2011 roku podpisał kontrakt z norweskim klubem Vålerenga Fotball.